# Sylvine (minéral)
Pour les articles homonymes, voir Sylvine.
La sylvine, aussi dénommée sylvite ou hövellite, autrefois sel amer, est une espèce minérale de maille cubique, de la famille des halogénures ou chlorures. C'est un minéral typique des roches évaporitiques (ou évaporites), à base de chlorure de potassium et de formule KCl. Elle contient 52,44 % d'ions chlorure et 47,56 % d'ions potassium. Ce minéral très léger, tendre et fragile, à clivage parfait, souvent plus dur que la halite et à poussière incolore, est une source importante de potassium.
Le minéral est connu en minéralogie pour son clivage modèle parfait, en (O, O, 1). La roche est plus rare que la halite ; elle est constituée essentiellement de KCl, un ingrédient fondamental de la chimie des engrais et des fertilisants. Sous forme de minéral défini, c'est un constituant recherché de la potasse de la Saskatchewan, au Canada, autrefois de Stassfurt en Allemagne, du bassin potassique alsacien proche de Mulhouse, du Permian Basin au Texas et au Nouveau-Mexique. La roche sylvite se présente en masses cristallines, cubiques et granuleuses. Tout comme la halite, cette roche évaporitique apparaît en masse compacte et en lits massifs. Le dépôt sédimentaire de sylvite en bassin barré ou fermé, de moins en moins profond, respecte les séquences évaporitiques des eaux-mères ou de précipitation des saumures concentrées : après les carbonates et la halite, avant le stade ultime des sels magnésiens.
La sylvine sert d'engrais potassique, mais elle est surtout un composé de base dans la production des engrais potassiques, et une source de potassium. Les minéraux de sylvine impurs montrent des traces de brome et de CO2. Les anciens la distinguaient facilement du sel NaCl, en masse sel gemme ou halite, par son goût amer. Ils la nommaient sal digestivus sylvii, ou sel fébrifuge de Sylvius, c'est-à-dire de François de le Boë.

## Historique de la description et appellations

### Découverte et étymologie
La sylvite a été décrite en 1823 après sa découverte dans les fumerolles, les sublimations et les incrustations du Vésuve. Elle a été référencée vers 1832 en minéralogie par François Sulpice Beudant sous le nom de sylvine. Les minéralogistes francophones ont gardé cette terminologie. Le minéral est dédié au médecin anatomiste et chimiste flamand et néerlandais, Franciscus de le Boë, dit Franciscus Sylvius, qui en conseillait l'usage en gastro-entérologie.

### Topotype
Complexe du Vésuve, Naples, Campanie, Italie.

### Synonymie
- Hoevelite (Gerard, 1863)[7].
- Léopoldite[8].
- Sylvite : ce terme est celui qui est reconnu par l'Association internationale de minéralogie.
- Schätzelite.

## Caractéristiques physico-chimiques

### Critères de détermination
- C'est l'un des rares minéraux qui peut être « goûté » : goût amer, salé, alcalin, encre, métallique, astringent[9]
- La sylvite colore une flamme en violet si elle est observée par un filtre en verre au cobalt. Les traces de sodium colorent la flamme nue en jaune. La sylvine fond dans la flamme d'une bougie[10].

### Propriétés mécaniques
La sylvine présente un comportement plastique sous une pression unilatérale prolongée.

### Propriétés (cristallo)chimiques
La sylvine est isostructurale avec la halite, avec laquelle elle forme une solution solide, complète à haute température, mais limitée à basse température. Cet isomorphisme explique l'origine de la sylvinite, un mélange intime en proportions variables de chlorure de sodium (NaCl) et de potassium (KCl).
La sylvine est hygroscopique, mais elle est toutefois moins déliquescente que la halite. Ses échantillons se conservent en récipient hermétique.
Comme la halite, la sylvine est facilement soluble dans l'eau. Elle est toutefois plus soluble dans l'eau chaude que la halite, mais moins soluble dans l'eau froide que celle-ci. Dans 100 g d'eau pure, on peut dissoudre 56,7 g de KClcristal solide à 100 °C, ou 54 g à 90 °C, ou 51,1 g à 80 °C, ou 48,3 g à 70 °C, ou 45,5 g à 60 °C, ou 42,6 g à 50 °C, ou 40 g à 40 °C, ou 37 g à 30 °C (solubilité optimale légèrement supérieure à la halite), mais seulement 34 g à 20 °C, 31 g à 10 °C et 27,6 g à 0 °C. Sa solubilité (dé)croît plus vite avec la température que celle de la halite.
Elle se distingue par son goût amer sur la langue. Elle donne une saveur amère à l'eau ou aux aliments.
La sylvine est soluble dans l'alcool à 95°, mais aussi dans les alcalis ou solutions alcalines concentrées NaOHaqueux ou KOHaqueux.

### Cristallochimie
Elle fait partie d'un groupe de minéraux isotructuraux, le groupe de la halite.
Groupe de la halite
| Minéral     | Formule | Groupe ponctuel | Groupe d'espace |
| ----------- | ------- | --------------- | --------------- |
| Carobbiite  | KF      | 4/m 3 2/m       | Fm3m            |
| Gricéite    | LiF     | 4/m 3 2/m       | Fm3m            |
| Halite      | NaCl    | 4/m 3 2/m       | Fm3m            |
| Sylvine     | KCl     | 4/m 3 2/m       | Fm3m            |
| Villiaumite | NaF     | 4/m 3 2/m       | Fm3m            |

## Cristallographie
La sylvine cristallise dans le groupe d'espace cubique Fm3m (Z = 4), avec le paramètre de maille {\displaystyle a} = 6,288 Å à température ambiante (V = 248,6 Å3, densité calculée = 1,99 g cm−3).
Sa structure est constituée de deux sous-réseaux cubiques à faces centrées de chlore et de potassium, décalés d'une demi-longueur de maille le long des directions cristallographiques {\displaystyle a}, {\displaystyle b} et {\displaystyle c}.
Les cations K+ sont entourés par 6 anions Cl− en coordination octaédrique ; les anions Cl− sont en coordination octaédrique de cations K+.

Structure de la sylvine.

### Gîtologie et minéraux associés
Gîtologie (de formations secondaires) 
On la trouve dans les bassins sédimentaires d'évaporites marines anciennes, les gisements de potasse localisés et stratifiés formant d'épais dépôts en masse, en général granulaire ou compacte, de couleur grisâtre, bleuâtre, rougeâtre (hématite) ou violette (élément radioactifs) avec la halite. Outre les gisements de sels marins, ses dépôts sont fréquents dans les lacs salés.
Elle est présente dans les gisements salins de Stassfurt en Saxe, dans les mines salines près de Hanovre, ou encore avec de la halite à Buggingen (Allemagne), de Kalusz en Pologne, de Cardona en Espagne, de la Kama en l'Oural (Russie), de la Saskatchewan au Canada, du bassin permien de l'extrême-ouest du Texas et du Nouveau-Mexique, dans les bassins d'Utah, notamment les mines de potasse de Moab, où le gisement salin est récupéré par dissolution avec les eaux du Colorado .
Des minéraux sont associés parfois en masse dans ces dépôts chimiques marins : halite, kiesérite, kaïnite, carnallite, polyhalite, gypse, anhydrite...
Gîtologie volcanique ou plutonique (formations primaires)
Elle apparaît dans les émanations volcaniques sur l'Etna et le Vésuve, comme émanations hydrothermales, oucomme sublimé dans les fumerolles.
Gîtologie due au métamorphisme
Elle peut être incluse dans d'autres minéraux comme un produit de grade intermédiaire du métamorphisme. Après dissolution dans les eaux chaudes circulant dans la roche sous pression, le soluté salin est l'origine des beaux cristaux de Sainte-Marie-aux-Mines recherchés par les collectionneurs.
Autre gîtologie ou ressources
On la trouve dans des dépôts de nitrate et des dépôts de grotte. C'est aussi un produit de la combustion du charbon chargé en sel.

## Minerai de base des engrais potassiques
La sylvine concassée, broyée et tamisée est à la base de l'industrie des engrais potassiques. Il existe deux grands procédés de purification, notamment de séparation du sel NaCl, à partir de dissolution en saumures, soit thermique soit par flottation.